# Greasbrough
Greasbrough – wieś w Anglii, w hrabstwie ceremonialnym South Yorkshire, w dystrykcie metropolitalnym Rotherham. Leży 10 km na północny wschód od miasta Sheffield i 232 km na północ od Londynu. Miejscowość liczy 2038 mieszkańców.